# Ruffinischlösschen

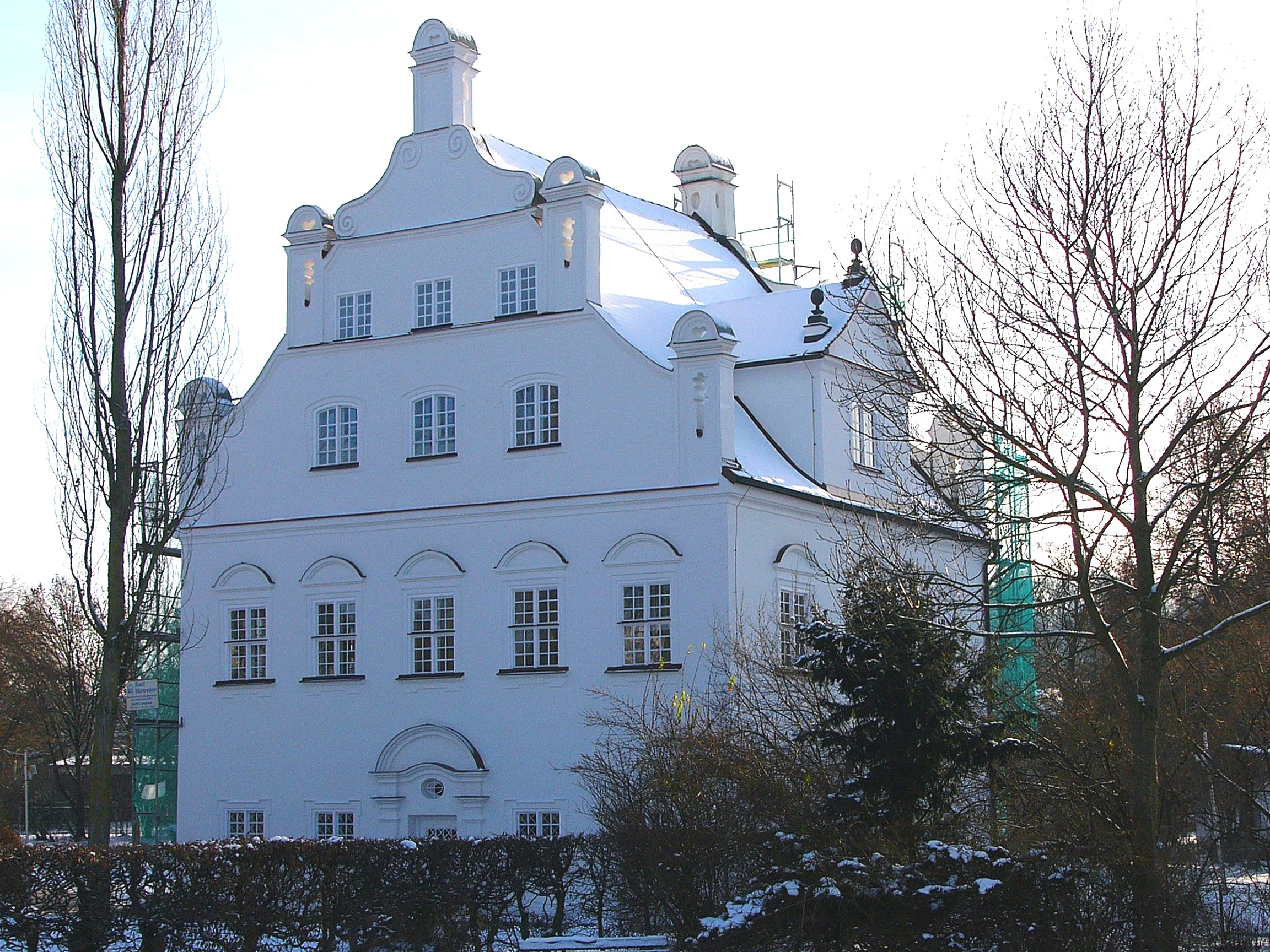
Außenansicht des Ruffinischlösschens

Das Ruffinischlösschen ist ehemaliger Adelssitz im Landshuter Stadtteil Achdorf in Niederbayern. Der Bau wurde in der zweiten Hälfte des 17. Jahrhunderts unter der Adelsfamilie Planck, den damaligen Inhabern des benachbarten Schlosses Achdorf, errichtet. Er ist in die Denkmalliste der Bayerischen Landesamtes für Denkmalpflege unter der Nummer D-2-61-000-554 eingetragen.
Der stattliche, freistehende Satteldachbau ist im Barockstil ausgeführt. Besonders die Giebelgestaltung weist zahlreiche Verzierungen auf. Der Hauptgiebel ist als Volutengiebel ausgeführt. Im ersten Obergeschoss befindet sich ein großer Saal, der ursprünglich zahlreiche Wand- und Deckengemälde aus dem frühen Rokoko enthielt. Diese wurden aber im Zweiten Weltkrieg zerstört.
Das Gebäude befindet sich auf dem heutigen Gelände der Karl-Heiß-Grundschule. Darin wird die Schulküche betrieben und der große Saal im ersten Obergeschoss als Aufführungsort genutzt.